# Днепровская набережная
Днепро́вская на́бережная — улица в Дарницком районе города Киева, местности Березняки, Позняки. Пролегает от проспекта Соборности до проспекта Николая Бажана.
К Днепровской набережной примыкают Русановская набережная, проспект Соборности, улица Ивана Миколайчука, проспект Павла Тычины, Березняковская улица, Дарницкий железнодорожный мост (пересекает), Дарницкий автомобильно-железнодорожный мост, Петра Радзиня, улицы Причальная, Здолбуновская, Анны Ахматовой, Княжий Затон, Ижевская, проспект Николая Бажана.
В своём начале Днепровская набережная мостом через Русановскую протоку соединена с Русановской набережной, в конце — путепроводом через проспект Николая Бажана — с Завальной улицей (шоссе до Киевского дачного массива Нижние сады). Вдоль улицы располагается парк «Прибрежный».

## История
Начальный отрезок (от моста Патона до Причальной улицы) был проложен в 1950-е годы XX столетия, застроен в 1960—1970-е годы. В 1988 году Днепровскую набережную продлили до проспекта Николая Бажана.